# Agilulf van de Longobarden
Agilulf (? – 616) was de opvolger van Authari als koning van de Longobarden in Italië. Toen Authari stierf in 590 nam zijn weduwe Theodelinde het initiatief tot het kiezen van een opvolger. Dat werd Agilulf, die de Thüringse hertog van Turijn was. Tevens sloten Theodelinde en hij een huwelijk. In 591 werd Agilulf formeel koning van de Longobarden.
Dat was bepaald tegen het zere been van de Langobardische hertogen die na de politiek van Authari een nieuwe inperking van hun macht vreesden. Zo werd het de eerste taak van Agilulf om de opstandige hertogen te onderdrukken. Dat deed hij genadeloos. Er vond een aantal executies plaats en Agilulf werd het mogelijk het Longobardische Rijk opnieuw in te richten. De autonomie van de hertogen werd opgeheven en Agilulf stelde aan hem loyale hertogen aan als een nieuwe type bestuurders van districten die hem onderdanig waren.
Dat was de eerste aanzet tot een periode van stabiliteit. Het rijk van de Longobarden werd in het noorden versterkt en kon zich zelfs uitbreiden naar het zuiden. Agilulf sloot een vredesverdrag met de Avaren en de Franken – waarbij hij de laatsten trouwens beloofde als vazalstaat te dienen wat Karel de Grote later een alibi gaf om het Longobardische Rijk in te lijven.

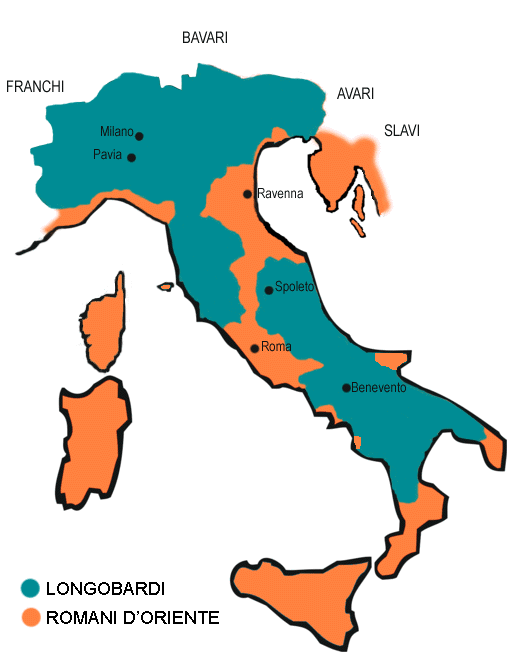
Het rijk van Agilulf (in het groen)

Een belangrijke ontwikkeling voltrok zich onder het bewind van Agilulf op het gebied van de godsdienst. Waarschijnlijk onder invloed of druk van Theodelinda ging Agilulf en daarmee het Longobardische Rijk uiteindelijk over van het arianisme naar het katholieke geloof. Gevluchte bisschoppen mochten daarop terugkeren en geconfisqueerd kerkelijke eigendom werd weer teruggegeven. Hun enige zoon Adoald werd in 603 katholiek gedoopt en in 613 schonken zij land aan Columbanus om de abdij van Bobbio te stichten.
Op het gebied van de buitenlandse politiek had Agilulf nog te maken met het Byzantijnse Rijk dat nog steeds zijn zinnen had gezet op de herovering van Italië. Hoewel het in 598 tot vrede kwam tussen Byzantium en de Longobarden ontstond er opnieuw strijd toen de nieuwe exarch Callinicus, Parma veroverde. Ook slaagde hij erin de dochter uit Agilulfs eerste huwelijk te gijzelen. De Langobardische koning reageerde krachtig. Hij heroverde Padua en verwoestte Istrië. Vervolgens werden Cremona en Mantua ingenomen. Aan de Byzantijnen werd het zo duidelijk dat ze de oorspronkelijke grenzen van het Romeinse Rijk nooit meer zouden herstellen. Er kwam een wapenstilstand tussen de twee volken. Agilulf bevond zich op dat moment op het toppunt van zijn macht.
In 604 liet Agilulf zijn zoon Adoald die toen drie jaar oud was installeren als mede-koning. Om diens macht te versterken werd hij tevens verloofd met de dochter van de Frankische koning Theudebert II. Toen Agilulf stierf in 616 was Italië praktisch geheel veroverd.
Hoewel de Longobarden van oorsprong een Germaanse stam waren die vooral hun politieke structuur opdrongen aan de Romeinse bevolking was de invloed omgekeerd ook zichtbaar. Dit bleek eerder al uit het aanvaarden van het katholieke geloof, maar wordt ook geïllustreerd door een gedenkplaat van Agilulf: de plaat is het eerste voorbeeld van toepassing van technieken van Romeinse figuratieve opvattingen in Germaanse kunst.